# Den bästa av mödrar
Den bästa av mödrar (finska: Äideistä parhain) är en finsk-svensk dramafilm från 2005 i regi av Klaus Härö som bygger på boken Den bästa av mödrar av Heikki Hietamies.

## Handling
Filmen handlar om Eero som skickas från Finland till Sverige som krigsbarn under andra världskriget. Där har han svårt att passa in hos sin nya svenska mor och far.

## Rollista (i urval)
- Topi Majaniemi – Eero Lahti
- Michael Nyqvist – Hjalmar Jönsson
- Maria Lundqvist – Signe Jönsson
- Marjaana Maijala – Kirsti Lahti
- Kari-Pekka Toivonen – Lauri Lahti
- Brasse Brännström – morfar i Sverige
- Penny Elvira Loftéen – Siv
- Esko Salminen – Eero (nutid)
- Aino-Maija Tikkanen – Kirsti (nutid)
- Leif Andrée – Gunnar
- Marie Göranzon – fru Grevnäs
- Patrick Henriksen – Tuomas
- Maria Langhammer – Anna
- Marina Motaleff – Lotta
- Åsa Persson – lärarinnan
- Timo Tuominen – tysk officer
- Gustav Wiklund – prästen

## Produktion
Filmen är inspelad i Skåne och Finland.[källa behövs]

## Utmärkelser
Filmen var nominerad till totalt 13 olika filmutmärkelser och tog hem 9, däribland;
- Cairo International Film Festival: Bästa regi – Klaus Härö
- Guldbaggegalan: Bästa kvinnliga huvudroll – Maria Lundqvist[2]
- Tallinn Film Festival: Best Actress – Maria Lundqvist
- Jussi Awards: Bästa skådespelare – Maria Lundqvist
- Cairo Film Festival: Best Actress – Maria Lundqvist
- Sao Paulo International Festival: Best Actress – Maria Lundqvist
- Festróia International Film Festival, Silver Dolphin: Best Actress – Maria Lundqvist
- Lübeck Nordic Film Days: Bästa regi – Klaus Härö (både publikens och juryns pris)
- Palm Springs International Film Festival: Bästa regi – Klaus Härö
- Satellite Awards: Bästa utländska film